# Fusoma biseptatum
Fusoma biseptatum är en svampart som beskrevs av Sacc. 1893. Fusoma biseptatum ingår i släktet Fusoma, divisionen sporsäcksvampar och riket svampar.   Inga underarter finns listade i Catalogue of Life.